# Lithacodia phya
Lithacodia phya är en fjärilsart som beskrevs av Druce 1889. Lithacodia phya ingår i släktet Lithacodia och familjen nattflyn. Inga underarter finns listade i Catalogue of Life.